# Brigham Doane
Brigham Paul Doane (16 de junio de 1981) es un luchador profesional estadounidense, más conocido por su nombre en el ring como MASADA. Doane trabaja en las principales empresas de lucha libre extrema en el mundo, como la Big Japan Pro-Wrestling, Combat Zone Wrestling y Westside Xtreme Wrestling.

## Carrera

### Circuito Independiente (2002-presente)

#### 2002-2004
Doane fue entrenado primeramente por Steve Oubre en el Centro de Entretenimiento de la Independent Wrestling Association en Orange, Texas y después por Rudy Boy González en la Texas Wrestling Academy. Doane hizo su debut profesional en la Coastal States Wrestling Alliance (CSWA), antes de llagar a Ring of Honor como miembro de The Carnage Crew con HC Loc, DeVito y más tarde Justin Credible. El 13 de diciembre de 2002 en la NWA Arena de Cornelia, Georgia, luchó contra Hotstuff Hernández por el NWA National Heavyweight Championship, sin embargo salió derrotado. En la edición del 14 de mayo de 2003 de TNA Xplosion, MASADA perdió frente a Konnan en el primer enfrentamiento de la noche. Debutó en Orlando, Florida con la Major League Wrestling venciendo a Don Juan y Fast Eddie en un Triple Threat Match. El 25 de octubre de 2003 hizo equipo con Todd Sexton para luchar por el NWA Wildside Tag Team Championship frente a Brandon P y Jeremy V, pero fueron derrotados en su intento por conquista el título. Doane salió en un dark match de WWE Velocity y en WWE Sunday Night HEAT en noviembre de 2003, perdiendo ante rivales como Jeremy López y Maven. El formó el equipo The Texas Death Club junto a Todd Sexton para ganar el NWA Wildside Tag Team Title. Meses después hizo varias apariciones con la promoción Full Impact Pro.

#### 2005 - 2007
Empezando el año viajó a Japón y debutó en la Big Japan Pro Wrestling el 31 de marzo de 2005, ganando junto a MEN's Teioh en un Tag Team Match a El Drunko y Supreme. Pronto Doane empezó a participar en Death Match y a utilizar principalmente artefactos como el tubo fluorescente. Luchó en la promoción Wrestling Marvelous Future en octubre de 2006 en el evento WMF Fiesta 2006 In Osaka. Volvió a Estados Unidos en abril de 2007, saliendo en NWA Anarchy y Anarchy Championship Wrestling. En el evento denominado ACW/IWA Mid-South Sunday Bloody Sunday, perdió frente a Necro Butcher. Obtuvo el Battle Box 8 de XCW Wrestling antes de concluir el 2007.

#### 2008-presente
Ganó el CZW Ultraviolent Underground Championship tras derrotar a Danny Havoc el 9 de julio de 2011.

## En lucha

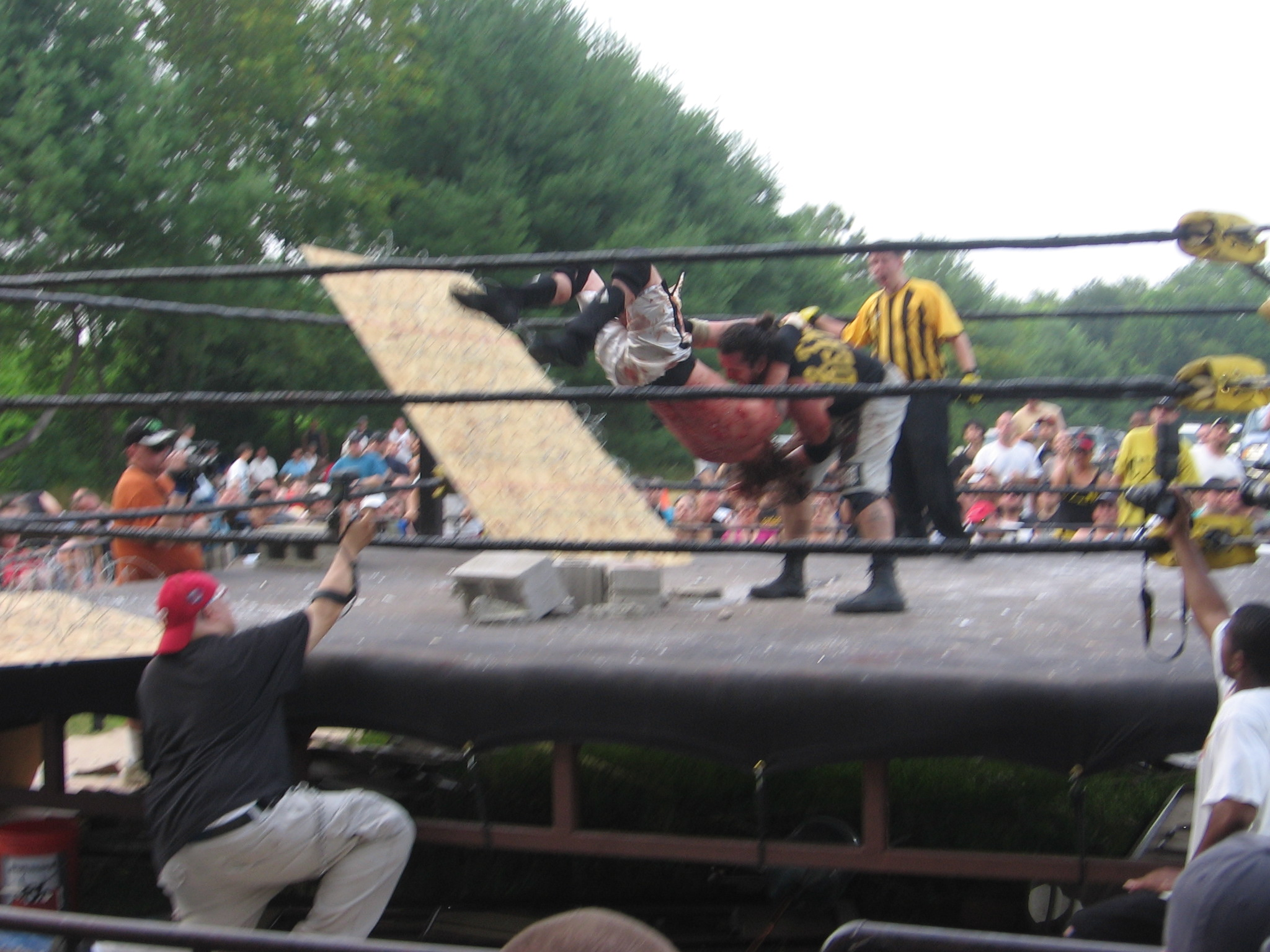
MASADA realizando un "Body Slam" sobre Scotty Vortekz.

- Movimientos finales
  - Masadamizer
  - Raining Blood
  - Skullfucka Buster
- Movimientos de firma
  - Double leg slam
  - High-angle belly to back suplex
- Mánagers
  - Billy Gram
- Apodos
  - "Ultraviolent Beast"[3]
  - "The Bad Ass From Big Japan"[4]

## Campeonatos y logros
- Anarchy Championship Wrestling
  - ACW World Hardcore Championship (1 vez)[4]
  - ACW Tag Team Championship (1 vez) - con Killah Kash[5]
  - ACW World Hardcore Championship (1 vez)
  - 9th Annual Lone Star Classic (2014)[6]

- Combat Zone Wrestling
  - CZW World Heavyweight Championship (1 vez)
  - CZW Ultraviolent Underground Championship (1 vez)[3]
  - Tournament of Death X (2011)[3]
  - Tournament of Death XI (2012)[3]
  - Tournament of Death Europa (2012)[3]

- Extreme Texas Wrestling
  - ETW Heavyweight Championship (1 vez)

- FREEDOMS
  - Death Match Tournament (2010)[7]

- IWA Mid-South Wrestling
  - King of the Deathmatch (2009)

- NWA Wildside
  - NWA Wildside Tag Team Championship (1 vez) - con Todd Sexton[8]

- River City Wrestling
  - RCW Championship (1 vez)[9]

- XCW Wrestling
  - XCW Heavyweight Championship (1 vez)
  - Battle Box 8 (2007)